# 윤주하
윤주하(본명: 김재이, 1986년 6월 4일 ~ )은 대한민국의 레이싱 모델이다.

## 생애
2009년에 레이싱 모델로 데뷔하였으며 안타깝게도 영화,드라마배우 활동으로 진출을 하지못했으며 SBS에 진출하지 못했다.

## 학력
- 신광여자고등학교
- 수원과학대학교 항공관광과

## 경력

### 레이싱모델 경력
- 2011년 - 서울모터쇼 폭스바겐 'New Beatle' 모델
- 2012년 - 한국타이어 전속 레이싱모델
- 2012년 - 부산모터쇼 폭스바겐 모델
- 2012년 - F1 코리아 그랑프리 그리드걸
- 2013년 - 오토모티브위크 헌터코리아 모델
- 2016년 - 서울 오토살롱 핸즈코퍼레이션 전속 레이싱모델
- 2017년 - 쏠라이트 인디고 레이싱팀 전속 레이싱모델

### 홍보모델 경력
- 2010년 - '글라스박스' 안경점 케이블TV 광고모델
- 2011년 - 자동차 잡지 'Motor trend' 10월호 모델
- 2011년 - 대한민국 국가브랜드 컨벤션 '대한항공' 모델
- 2011년 - 지스타 '초이락게임즈' 게임모델
- 2011년 - 바이크잡지 '모터바이크' 12월호 표지 화보모델
- 2011년 - 롯데백화점 슈퍼카 람보르기니 모델
- 2011년 - 폭스바겐 Sirocco-R 런칭모델
- 2011년 - 청담화장품 퍼포먼스 '명동꿀녀' 홍보모델
- 2012년 - 초이락게임즈 '머큐리 레드' 전속모델
- 2012년 - 선플운동본부 선플운동 홍보대사 위촉
- 2012년 - 삼성 갤럭시노트2 신제품 홍보모델
- 2013년 - Nikon 카메라 신제품 런칭모델
- 2013년 - P&I 사진영상기자재전 '삼성' 모델
- 2014년 - '게임 오브 워' 홍보모델
- 2015년 - 평창초콜릿 홍보 광고모델
- 2016년 - MAX FC 맥스엔젤 라운드걸
- 2016년 - 헝그리앱TV '백발백중' 게임모델
- 2017년 - 배틀필드FC 라운드걸

## 출연
- 2012년 - Mnet '더 아찔한 소개팅' 15회 레이싱퀸 윤주하편 출연
- 2012년 - 짱라이브 '모델 인사이드' 10회 윤주하편 출연
- 2014년 - 스포츠서울TV '윤주하의 보디보디'
- 2015년 - CJB 청주방송(모기업:두진건설(SBS(모기업:태영건설) 충청북도 네트워크가맹) '토크콘서트 화통' 메인 MC

## 수상
- 2011년 - XTM 익스트림 서바이벌 레이싱퀸 시즌2 우승
- 2014년 - 아시아모델 시상식 TOP 10 입상